# DJ Pierre (Belgien)
DJ Pierre (* 1973 in Belgien; eigentlich Pierre Noisiez) ist ein belgischer Techno-DJ.

## Leben
Erste Schritte als DJ machte er im Alter von 14 Jahren. Seine ersten Verträge hatte er als Resident-DJ im Club 55 in Kortrijk und im Cafe d’Anvers in Antwerpen. Später wurde er vom Fuse-Club in Brüssel engagiert. Es folgten Auftritte in bekannten Clubs Europas, später auch in Südafrika, Singapur und Mexiko.
Zusammen mit Dave Clarke leitet er jeden Donnerstag die Radiosendung Teknoville. Als Remix-Künstler war er unter anderem für Praga Khan tätig.
Er ist nicht mit dem als Erfinder der Musikrichtung Acid House bekannten DJ Pierre aus den USA zu verwechseln. Die Mix-Compilation Heimfidelity Vol.6 – ExPIERREiments entstand zusammen mit dem gleichnamigen DJ Pierre aus Deutschland.